# Taylor Bruns
Taylor Jeanne Bruns, coniugata Tegenrot (Normal, 17 luglio 1991), è una pallavolista statunitense, palleggiatrice del Linköpings.

## Biografia
È fidanzata col pallavolista svedese Anton Tegenrot.

## Carriera

### Club
La carriera di Taylor Bruns inizia nei tornei scolastici dell'Illinois, giocando per la University HS, mentre dopo il diploma gioca a livello universitario nella NCAA Division I dal 2009 al 2012, facendo parte delle Gamecocks della South Carolina.
Diventa professionista firmando il suo primo contratto nella stagione 2013-14, quando approda in Finlandia per disputare la Lentopallon Mestaruusliiga con il LiigaPloki. Nella stagione seguente si trasferisce nella Liga A belga, dove difende i colori del Farciennes. Nel campionato 2015-16 torna a giocare nella massima divisione finlandese, questa volta col Vampula, dove resta per un biennio, prima di trasferirsi in Svezia nell'annata 2017-18, vestendo la maglia dell'Hylte/Halmstad, in Elitserien.
Si accasa in Germania nella stagione 2018-19, difendendo i colori del Suhl, in 1. Bundesliga: dopo un biennio col club tedesco, rientra in patria per partecipare alla prima edizione dell'Athletes Unlimited. Dopo un'esperienza come giocatrice e allenatrice col Göteborg, nel campionato cadetto svedese, partecipa anche alla seconda edizione e all'Exhibition Tour. 
Partecipa poi all'edizione 2023 dell'Athletes Unlimited, al termine della quale si accasa nuovamente al Göteborg, questa volta impegnato in Elitserien, per il resto dell'annata. Disputa anche l'Athletes Unlimited del 2024, venendo premiata come Teammate of the Year, e poi è nuovamente di scena nella massima divisione svedese per il resto dell'annata, questa volta con il Linköpings.

### Nazionale
Fa il suo esordio nella nazionale statunitense in occasione della NORCECA Final Six 2021, dove conquista la medaglia di bronzo.

## Palmarès

### Nazionale (competizioni minori)
- NORCECA Final Six 2021

### Premi individuali
- 2024 - Athletes Unlimited Volleyball: Teammate of the Year